# Venthône
Venthône is een gemeente en plaats in het Zwitserse kanton Wallis, en maakt deel uit van het district Sierre.
Venthône telt 1.219 inwoners.